# Радамел Гарсија
Радамел Енрике Гарсија Кинг (шп. Radamel Enrique García King; 16. април 1957 — 3. јануар 2019) био је колумбијски фудбалер који је играо на позицији одбрамбеног играча. Учествовао је на Летњим олимпијским играма 1980. Његов син је прослављени фудбалер Радамел Фалкао. Преминуо је 3. јануара 2019. године.